# غرانت ليلارد
غرانت ليلارد (بالإنجليزية: Grant Lillard)‏ هو لاعب كرة قدم أمريكي في مركز الدفاع، ولد في 5 ديسمبر 1995 في هينديل في الولايات المتحدة. لعب مع إنتر ميامي وشيكاغو فاير ولنسيغ إيجنيت.

## وصلات خارجية
- غرانت ليلارد على موقع الدوري الأمريكي (الإنجليزية)
- غرانت ليلارد على موقع قاعدة بيانات كرة القدم.إي يو (الإنجليزية)
- غرانت ليلارد على موقع Soccerbase.com (لاعب) (الإنجليزية)
- غرانت ليلارد على موقع Soccerway.com (الإنجليزية)
- غرانت ليلارد على موقع عالم كرة القدم.نت (الإنجليزية)